# 学則
学則（がくそく）とは、学校の在籍者の修学上必要な事項を定めた規則のことである。

## 概要
日本において、学則中に、少くとも、記載しなければならない事項については、学校教育法施行規則（昭和22年文部省令第11号）の第4条第1項の各号に次に掲げる通り定められている。
1. 修業年限、学年、学期および授業を行わない日（休業日）に関する事項
2. 部科および課程の組織に関する事項
3. 教育課程および授業日時数に関する事項
4. 学習の評価および課程修了の認定に関する事項
5. 収容定員および職員組織に関する事項
6. 入学、退学、転学、休学および卒業に関する事項
7. 授業料、入学料その他の費用徴収に関する事項
8. 賞罰に関する事項
9. 寄宿舎に関する事項

また、学校教育法施行規則（昭和22年文部省令第11号）の第4条第2項においては、「通信制の課程」を置く「高等学校」「中等教育学校の後期課程」について、学則中に、次の事項も記載しなければならないと定められている。
1. 通信教育を行う区域に関する事項
2. 通信教育について協力する高等学校に関する事項